# Seahorse (Software)
Seahorse ist eine Gnome-Anwendung, um GPG und SSH-Schlüssel im Gnome Keyring zu verwalten. Der Gnome Keyring ermöglicht die Speicherung und Bereitstellung von Passwörtern, Schlüsselung und Zertifikaten für Anwendungen. Seahorse basiert auf dem GnuPG, bildet ein Frontend für den Keyring und stellt Verwaltungsoptionen zur Verfügung. Die Anwendung ist als Freie Software unter der GNU General Public License lizenziert.

## Funktionen
Folgende Funktionen stellt Seahorse für den Gnome-Desktop bereit:
- Verschlüsselung, Entschlüsselung und Signierung von Dateien und Text
- Verwaltung von Schlüsseln und Schlüsselbünden (Keyring)
- Synchronisierung von Schlüsselung mit Schlüsselservern
- Signierung und Veröffentlichung von Schlüsseln
- Erstellung von Backups von Schlüsseln
- Erstellung sowie Konfiguration von SSH-Schlüssel